# Mesodina aeluropis
Mesodina aeluropis is een vlinder uit de familie van de dikkopjes (Hesperiidae). De wetenschappelijke naam van de soort is voor het eerst geldig gepubliceerd in 1901 door Edward Meyrick.